# Charles Lawrie
Charles Lawrie is een Schotse golfer en golfbaanarchitect.

## Amateur
- 1961 en 1963: captain van het Walker Cup Team (amateurs van de Verenigde Staten tegen amateurs uit Groot-Brittannië en Ierland).
- 1960 en 1962: captain van het Britse team bij de Eisenhower Trophy

Sinds 1959 is hij lid van de nationale jeugdcommissie.

## Golfbaanarchitect
Op verzoek van Lord Tavistock, 13de Duke of Bedford, werd Lawrie benaderd om de eerste golfbaan van de Woburn Golf Club, de Dukes baan, bij Milton Keynes aan te leggen. Er werden veel bomen gekapt en het werd een van de bekendste banen van Engeland. In 1979, 1981 t/m 1994 en 1999 t/m 2002 werd de Dunlop Masters (later de Dunlop British Masters) er gespeeld. Ook het NK Strokeplay en het Women's British Open zijn hier regelmatig te gast geweest.
De bekendste hole is nummer 3, een par-3 waar de green 30 meter onder de tee ligt, en omringd is door rododendrons. Later heeft Lawrie de Duchess' baan aangelegd.
In 1974 ontwerpt hij met Frank Pennink en de Ierse golfbaanarchitect Eddie Hackett (1910-1996) de nieuwe 18 holesbaan van Ballyliffin, de meest noordelijke golfclub in Ierland.